# Contea autonoma derung e nu di Gongshan
La contea autonoma derung e nu di Gongshan (贡山独龙族怒族自治县S, Gòngshān Dúlóngzú Nùzú ZìzhìxiànP) è una contea della Cina, situata nella provincia di Yunnan e amministrata dalla prefettura autonoma lisu di Nujiang.